# بنات شما (مسلسل)
بنات شما، مسلسل إماراتي إنتاج 2010.

## القصة
ترث علياء من أمها شركة توقف نشاطها بعد وفاتها بعدة سنوات، كما يرث شقيقها وجدتها مالًا كثيرًا، فترفض الجدة المال وتكتفي بصناعة البخور بمنزلها، ويفضل خالد التجارة حتى يستقر على الاستثمار في سوق الأسهم.

## بطولة
- سميرة أحمد.
- حبيب غلوم.
- باسمة حمادة.
- غانم السليطي.
- هيفاء حسين.
- زينة كرم.